# Franziska Kersten

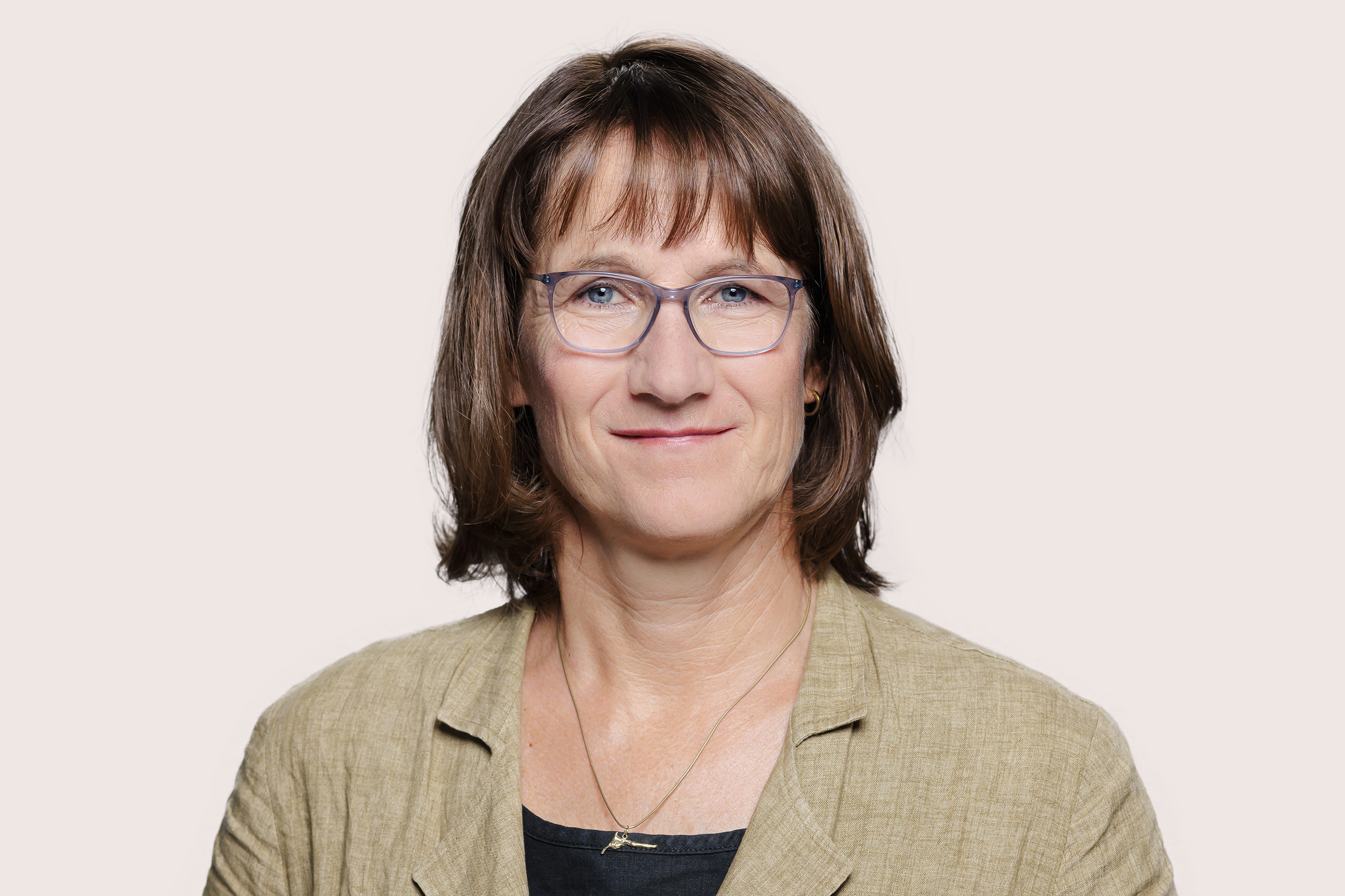
Franziska Kersten (2022)

Franziska Kersten (* 19. Dezember 1968 in Lutherstadt Wittenberg) ist eine deutsche Politikerin (SPD) und seit 2021 Mitglied des Deutschen Bundestages.

## Leben und Beruf
Im Jahr 1989 begann Kersten ihr Studium der Veterinärmedizin in Leipzig, zuvor hatte sie eine sozialistische Ausbildung mit Abitur zur Rinderzüchterin absolviert. Von 1998 bis 1999 war sie Assistentin in einer Großtierpraxis im Kreis Düren. Im April 2001 wurde sie Amtstierärztin im Kreis Heinsberg. Im März 2014 wurde sie Referentin für Tierseuchenüberwachung und -bekämpfung und im April 2017 Referentin für Arten- und Biotopschutz. Im Januar 2018 wurde sie im Ministerium für Umwelt, Landwirtschaft und Energie des Landes Sachsen-Anhalt Leiterin des Referats „Arten- und Biotopschutz, Natura 2000, Eingriffsregelung, Landschaftsplanung“. Im Februar 2019 wurde sie Geschäftsführerin der Landgesellschaft Sachsen-Anhalt mbH. Im November 2019 wurde sie Vizepräsidentin des Umweltbundesamtes in Dessau-Roßlau. Im Dezember 2020 wurde sie im Bundesministerium für Umwelt, Naturschutz und nukleare Sicherheit Leiterin des Referats „Natur- und Umweltschutz in der Landwirtschaft“. Kersten hat im die Verhandlungsgruppe Umwelt und Landwirtschaft bei den Koalitionsverhandlungen 2025 geführt.

## Politik
Kersten trat mit 25 Jahren in die SPD ein. Im Jahr 2015 war sie Mitglied der Grundsatzprogrammkommission der SPD Sachsen-Anhalt, in der sie sich mit den Themen „Alt werden“ sowie „Mobilität und Verkehr“ beschäftigte. Sie ist Leiterin des Fachausschusses Ernährung, Landwirtschaft, Forsten, ländlicher Raum und Umwelt der SPD Sachsen-Anhalt.
Bei der Bundestagswahl 2017 kandidierte sie als Direktkandidatin im Bundestagswahlkreis Börde – Jerichower Land und auf Platz 6 der Landesliste der SPD Sachsen-Anhalt. Sie verpasste bei 20,0 % der Erststimmen das Direktmandat und konnte auch über die Landesliste nicht in den 19. Deutschen Bundestag einziehen.
Bei der Bundestagswahl 2021 gewann sie mit 26,2 % der Erststimmen das Direktmandat im Wahlkreis Börde – Jerichower Land und zog damit in den 20. Deutschen Bundestag ein. Zudem kandidierte sie auf Platz 4 der Landesliste ihrer Partei in Sachsen-Anhalt. Im 20. Deutschen Bundestag ist Kersten ordentliches Mitglied im Ausschuss für Umwelt, Naturschutz, nukleare Sicherheit und Verbraucherschutz sowie im Ausschuss für Ernährung und Landwirtschaft. Zudem gehört sie als stellvertretendes Mitglied dem Ausschuss für Klimaschutz und Energie an.
Bei der Bundestagswahl 2025  konnte Kersten im umbenannten Wahlkreis Börde-Salzland-Kreis kein Direktmandat gewinnen und unterlag dem AfD-Kandidaten, zog aber über die Landesliste der SPD in den 21. Bundestag ein.

### Rolle in den Koalitionsverhandlungen 2025
Nach der Bundestagswahl 2025 leitete Kersten für die SPD die Arbeitsgruppe Umwelt und Landwirtschaft in den Koalitionsverhandlungen mit der Union. Die Berufung zur Leiterin kam für sie überraschend, wie sie in einem Interview mit der Agrarzeitung im April 2025 erklärte: „Ich war mir sicher, dass ich Teil des Teams sein würde, aber nicht, dass ich die Leitung übernehmen würde.“ Trotz eines kürzlich erlittenen Beinbruchs zögerte sie nach eigenen Angaben „höchstens zehn Sekunden“, als sie für diese Aufgabe angefragt wurde.
Als besonderen Vorteil bezeichnete sie die Zusammenlegung der Arbeitsgruppen für Umwelt und Landwirtschaft, die eine Chance darstellte, die Verbindung zwischen diesen Bereichen stärker hervorzuheben. Zu den besonders intensiv diskutierten Themen in den Verhandlungen zählten laut Kersten das Waldgesetz, das Tierschutzgesetz und die Düngeregeln. Als Knackpunkte der Verhandlungen nannte sie den Mindestlohn, die neuen genomischen Techniken, die Gemeinsame Agrarpolitik (GAP) sowie Natur- und Umweltschutzthemen.
Kersten wies darauf hin, dass die Union keine ausgewiesenen Umweltpolitiker in der Arbeitsgruppe hatte, was der SPD mehr Gestaltungsspielraum ermöglichte: „Wir waren jedenfalls gut vorbereitet.“ Die Arbeitsgruppe konnte ihre Ergebnisse kurz vor dem Abgabetermin finalisieren und schloss ihre Verhandlungen ohne größere Krisen ab.

### Politische Positionen

#### Landwirtschafts- und Umweltpolitik
Kersten kritisierte wiederholt, dass die Landwirtschaft auf Bundesebene innerhalb der SPD zu wenig Beachtung finde: „In der SPD auf Bundesebene steht Landwirtschaft nicht im Vordergrund unserer politischen Prioritäten. Das halte ich für einen Fehler.“ Sie betonte, dass ländliche Räume zwar viel mit Landwirtschaft zu tun hätten, aber auch viel Potenzial für das Zusammenleben böten.
Den Begriff „Agrarwende“ lehnt Kersten ab und betont stattdessen, dass eine „Ernährungswende“ notwendig sei oder beide Aspekte zusammengedacht werden müssten: „Wir müssen überlegen, wie wir uns ernähren wollen. Wenn wir uns das in 20 Jahren vorstellen, wird das möglicherweise eine andere Ernährungspyramide sein als jetzt. Das fände ich auch sinnvoll, weil dann die planetaren Grenzen vielleicht eher eingehalten würden.“
Sie bedauerte, dass die Empfehlungen der Zukunftskommission Landwirtschaft (ZKL) nicht stärker in den Koalitionsvertrag aufgenommen wurden: „Wir können nicht erwarten, dass wir in zehn Tagen bessere und tragfähigere Vereinbarungen treffen als Experten, die monatelang verhandelt haben. Das war kurzsichtig.“
Für die kommende Legislaturperiode nannte Kersten drei Hauptwünsche: „Dass wir die Verbindung zwischen Umwelt und Landwirtschaft stärker betonen und die notwendige Zusammenarbeit verbessern. Dass wir beim Tierschutz vorankommen und eine klare, verlässliche Finanzierung für den Umbau der Ställe sicherstellen. Und dass wir bei der Digitalisierung und dem Bürokratieabbau endlich sichtbare Fortschritte erzielen, die den Landwirten wirklich helfen.“

#### Tierschutz und Tierhaltung
Als promovierte Tierärztin und ehemalige Amtstierärztin ist der Tierschutz für Kersten ein besonderes Anliegen. Sie bedauerte, dass diesem Bereich in den Koalitionsverhandlungen nicht mehr Aufmerksamkeit gewidmet wurde: „Der Tierschutz wäre mir noch wichtiger. Tierhaltung und Tierschutz würde ich gerne noch stärker betonen.“
Kersten unterstützt die Wiederaufnahme der Reform des Tierschutzgesetzes, das in der vorherigen Legislaturperiode gescheitert war, sowie die Erweiterung der Tierschutz-Nutztierhaltungsverordnung um verschiedene Tierarten. Sie befürwortet die im Koalitionsvertrag festgeschriebene 20-jährige Planungssicherheit für Landwirte beim Stallumbau durch staatliche Verträge, wies jedoch darauf hin, dass diese unter Finanzierungsvorbehalt stehen.
Die Tierhaltungskennzeichnung möchte sie stärker mit tatsächlichem Tierwohl verbinden: „Bisher ist die Tierhaltungskennzeichnung eine Vermarktungsplattform. Ob es den Tieren besser geht, wissen wir nicht.“ Sie plädiert für ein nationales Tierwohlmonitoring mit KI-Unterstützung: „So könnten wir erklären, warum Geld zu Landwirten fließt, die eine messbare Verbesserung des Tierwohls erreichen.“
Den Begriff „Massentierhaltung“ bezeichnet Kersten als „Kampfbegriff“ und betont, dass die Qualität der Tierhaltung mehr vom Betriebsleiter abhänge als von der Bestandsgröße: „Als Amtstierärztin habe ich große, gut geführte Ställe gesehen und kleine, schlechte.“ Dennoch sieht sie Probleme bei sehr großen Anlagen, etwa 64.000 Schweinen in einem Bestand, besonders im Hinblick auf Seuchenausbreitung und Nährstoffmanagement: „Insofern würden mittelgroße Ställe meinem Empfinden besser entsprechen als solche Mega-Anlagen.“

#### Junglandwirteförderung
Kersten vertritt die Position, dass die Junglandwirteförderung grundlegend überdacht werden muss. In einem Interview mit der Agrarzeitung im Sommer 2024 betonte sie: „Die Förderung sollte sich daher viel stärker am Humankapital ausrichten.“ Sie kritisierte, dass die Förderung weiterhin stark an Eigentumsflächen gebunden sei, obwohl in Sachsen-Anhalt ein rentables Wirtschaften im Haupterwerb unter 150 Hektar kaum möglich sei und Existenzgründer aus finanziellen Gründen oft nicht für eine Betriebsübernahme in Frage kämen.Kersten, die selbst als Geschäftsführerin der Landgesellschaft Sachsen-Anhalt tätig war, betonte die zentrale Rolle der Landgesellschaften bei der Junglandwirteförderung: „Die Junglandwirte kamen mit einem ersten Konzept zu uns, welches dann mit unseren Beratern in Ruhe zu einem vollwertigen Betriebskonzept weiterentwickelt wurde.“

#### Humankapital und soziale Aspekte
Das Thema Humankapital in der Landwirtschaft betrachtet Kersten im Zusammenhang mit der sozialen Dimension der Agrarförderung. Sie forderte in einem Interview 2024: „Nachwuchskräfte sollten früh Einblick in leitende Funktionen von Agrarunternehmen bekommen.“ In ihrem Verständnis von landwirtschaftlichem Humankapital verknüpft Kersten die Stärkung des Nachwuchses mit fairen Arbeitsbedingungen. Sie erkannte zwar die Herausforderungen an, die der Mindestlohn für arbeitsintensive Bereiche wie den Obst- und Gemüsebau mit sich bringt, betonte aber gleichzeitig die soziale Dimension: „Die größere Frage ist, wie wir eine Gesellschaft schaffen, die nicht eine noch stärkere Wohlstandsspreizung entwickelt. [...] Der Mindestlohn ist eine Antwort auf diese Frage.“

#### Düngerecht und Umweltschutz
Kersten kritisiert den Verzicht auf die Stoffstrombilanz im Düngerecht: „Ich halte es für einen Fehler, darauf zu verzichten. [...] Wir werden eine Verursachergerechtigkeit nur erreichen, wenn wir irgendeine Möglichkeit haben, auf Stoffströme zu schauen.“
Sie fordert einheitliche und vertrauenswürdige Messmethoden bei der Ausweisung der „roten Gebiete“ und kritisiert die unterschiedliche Handhabung durch die Bundesländer. Als Kompromiss schlägt sie eine gesamtbetriebliche statt schlagbezogene Betrachtung des Düngeeinsatzes vor: „Dann könnte der Landwirt Kulturen, die stickstoffsensibel sind, entsprechend düngen und bei anderen sparen. Das wäre ein sinnvoller Kompromiss auf Betriebsebene.“
Für die kommende Legislaturperiode plädiert Kersten für mehr Brachflächen zur Förderung der Biodiversität: „Ich hätte gerne wieder mehr Brache als Kernpunkt für die Biodiversität.“ Sie bedauerte, dass diese Maßnahme unter dem Eindruck des Ukraine-Krieges aufgegeben wurde und argumentierte, dass die 4 % Brache wenig am Welthunger geändert hätten.

#### Digitalisierung und Technologie
Kersten sieht in der Digitalisierung den „größten Nachhaltigkeitshebel“ für die Landwirtschaft: „Experten sind sich einig, dass wir mit dem richtigen Einsatz digitaler Technologie in der Landwirtschaft den größten Nachhaltigkeitshebel hätten.“ Sie fordert den Ausbau der Agrardatenplattform und einheitliche, bundesweite Systeme für Kartierung und Flurbezeichnung.
Als konkretes Beispiel nennt sie das Projekt „Innoherb“, das auf Basis eines dänischen Verfahrens bis zu 30 % Herbizide in Wintergetreide und Mais einsparen könnte. Sie kritisiert, dass weder Bund noch Länder bereit waren, die vergleichsweise geringen Kosten von „viermal 150.000 Euro“ für eine Lizenz zu übernehmen, die allen deutschen Landwirten zugutegekommen wäre.
Kersten betont die Notwendigkeit einer einheitlichen digitalen Infrastruktur: „Eine einzige Eingabe für einen Sachverhalt, die dann überall verwendet wird, wäre ein großer Fortschritt. Der Agrarantrag ist das Erste, was zu digitalisieren und zu vereinheitlichen wäre.“ Kersten sieht in der Digitalisierung der Landwirtschaft nicht nur ein Instrument zur Effizienzsteigerung, sondern auch zur Stärkung des Humankapitals. Sie plädierte 2024 für eine „Gesamt-Agrardatenplattform“, die benutzerfreundlich und kostenfrei sein müsse, um die Datenhoheit der Landwirte zu stärken: „Denn machen wir uns nichts vor, Daten sind die Währung der Zukunft und die großen Agrarkonzerne verdienen ganz gut an den Daten unserer Landwirte.“

#### Bodenmarkt und Flächenpolitik
Zu Bodenspekulation und Flächenpolitik fordert Kersten eine Reform des Landpachtverkehrsgesetzes mit Bußgeldern für nicht angezeigte Pachtverträge: „Dort sollte die Nichtanzeige von Pachtverträgen mit Bußgeldern bewehrt werden. Momentan ist es zwar verboten, Pachtverträge nicht anzuzeigen, aber wenn man es nicht tut, passiert nichts.“
Bezüglich der BVVG-Flächen in Ostdeutschland befürwortet sie den im Koalitionsvertrag festgelegten Weg: zunächst die Übertragung der Verwaltung an die Bundesländer und dann die Prüfung weiterer Schritte. Kersten spricht sich gegen eine vollständige Privatisierung der verbleibenden Flächen aus: „Ich bin nicht dafür, dass wir jetzt alle verbleibenden Flächen weiter privatisieren. Ich finde, wir sollten als Staat etwas vorhalten. Wir brauchen Entwicklungspotenzial, und ‚Fläche ist die neue Währung', wie man so schön sagt.“

#### Gemeinsame Agrarpolitik (GAP)
Kersten vertritt die Position, dass Gemeinwohlleistungen von Landwirten honoriert werden müssen, sieht aber Differenzen in der Definition: „Wir meinen, dass Gemeinwohlleistungen honoriert werden müssen. Dann muss man definieren, was Gemeinwohl ist – da gibt es einen gewissen Disput.“
Sie unterscheidet zwischen Ernährungssicherung und Gemeinwohlleistungen: „Ich finde, Ernährungssicherung ist zwar ein Grundsatz für eine Gemeinschaft, aber keine Gemeinwohlleistung, weil man sich das mit den erzeugten Agrargütern bezahlen lassen kann. Für sauberes Wasser und saubere Luft bekommt man kein Geld.“
Bei der Entwicklung der GAP hofft sie auf konstruktive Ideen des neuen EU-Agrarkommissars Christophe Hansen: „Ich hoffe, dass er das konstruktiver und progressiver gestaltet als sein Vorgänger, da er eine andere Vita hat und die Bedeutung des Themas kennt.“

#### Erneuerbare Energien
Kersten befürwortet Agri-PV-Anlagen, besonders für Beerenobst, Tierhaltung und zur Biodiversitätsförderung: „Agri-PV wäre gut für Beerenfrüchte und kann auch bei Tierhaltung oder zur Förderung der Biodiversität sinnvoll sein.“ Als Vorteile nennt sie den Schutz vor Sonnenbrand bei Früchten, den Erhalt des Ackerstatus und den Verzicht auf Bebauungspläne.
Sie sieht in Agroforstsystemen ein weiteres wichtiges Instrument für nachhaltige Landwirtschaft: „Ich war positiv überrascht, dass wir Agroforstsysteme in den Koalitionsvertrag aufnehmen konnten. Das ist ein gutes Instrument, das viele Probleme gleichzeitig lösen kann: Erosion, Wassererosion, Humusaufbau, CO2-Bindung und Biotopvernetzung.“

#### Soziale Aspekte der Landwirtschaft
Zum Thema Mindestlohn in der Landwirtschaft positioniert sich Kersten klar auf Seiten der Angestellten, erkennt aber die Herausforderungen für Betriebe im arbeitsintensiven Obst- und Gemüsebau an: „Für die Angestellten. Ich sehe aber auch, dass die Vermarktungsmöglichkeiten im Obst- und Gemüsebau problematisch sind, wenn ich auf Handarbeit angewiesen bin – beim Spargelstechen, beim Pflücken von Beeren, Erdbeeren oder Äpfeln. Da sind die Personalkosten extrem hoch.“
Sie sieht den Mindestlohn als Instrument gegen zunehmende soziale Ungleichheit: „Die größere Frage ist, wie wir eine Gesellschaft schaffen, die nicht eine noch stärkere Wohlstandsspreizung entwickelt. [...] Der Mindestlohn ist eine Antwort auf diese Frage.“

### Persönliche Ambitionen
Im April 2025 äußerte Kersten in einem Interview mit der Agrarzeitung deutliche Ambitionen für ein Amt in der Exekutive: „Ich möchte mich mit meinem Fachwissen und meiner Erfahrung noch stärker in die konkrete Gestaltung und Umsetzung unserer Politik einbringen, gern auch in der Exekutive.“ Für einen Ausschussvorsitz im Bundestag zeigte sie hingegen weniger Interesse: „Als Vorsitzende muss man sich sehr zurücknehmen. Ich diskutiere lieber offensiv die Themen.“
Kersten beklagte, dass es in der SPD-Fraktion nur wenige Agrarexperten gebe: „In der SPD-Fraktion gibt es nicht viele Agrarexperten – wenn Sie Isabel Mackensen-Geis und mich abziehen, dann war es das im Wesentlichen.“ Sie bedauerte, dass das Landwirtschaftsministerium nicht an die SPD ging: „Ich hätte es gut gefunden, wenn wir das Haus bekommen hätten. Das hätte das Thema auch in unserer Partei noch einmal stark nach vorne gebracht.“

## Mitgliedschaften
Kersten ist Mitglied beim Deutschen Naturrechtstag e. V., bei der Agrarsozialen Gesellschaft e. V., beim Landesverband beamteter Tierärzte e. V., beim Landfrauenverband Sachsen-Anhalt e. V. und beim Bauernverband Sachsen-Anhalt e. V. Zudem sitzt sie im Vorstand des Wörmlitzer SV90 e. V., war im Präsidium der AWO Sachsen-Anhalt e. V. und ist Tierärztin bei der Fédération Équestre Internationale.

## Privates
Franziska Kersten ist verheiratet und lebte mehrere Jahre in Belgien, bevor sie nach Sachsen-Anhalt zurückkehrte.